# Tambeach
Il tambeach è una specialità di tamburello ideata in Italia e in fase di espansione internazionale.

## Storia
Sulle spiagge italiane sin dai primi anni del secolo scorso si giocava con il tamburello, ma senza un regolamento. Nel secondo dopoguerra su una spiaggia catanese si praticava il gioco del tambeach fino ad allargarsi, solo dopo gli anni settanta, anche nel resto delle spiagge siciliane. Nel 1975, a Cava d'Aliga, fu organizzato un torneo con un primo regolamento che, con qualche modifica, divenne poi il regolamento ufficiale del primo campionato italiano, disputato nel 1996. L'ultimo regolamento in vigore è quello FIPT 2018.
Il "funny tambeach" si praticò in doppio su un campo diviso da una rete simile a quella del tennis da spiaggia e su campo compatibile con gli altri sport praticati su sabbia. Questa versione con misure ridotte rispetto al tambeach è stata introdotta nel 2015 con il primo torneo e titoli italiani. A livello federale è stata promossa questa disciplina per diffondere il tamburello da spiaggia in tutte le strutture italiane, senza bisogno di campi molto grandi ma l'esperimento terminò nel 2018.

## Campo di gioco
Deve essere posto su una zona pianeggiante, è di forma rettangolare e sviluppa le seguenti dimensioni: 
- Per le categorie del "Doppio", la lunghezza è di 24 m e la larghezza di 10 m. Il campo è diviso in due parti uguali da una rete, tesa parallelamente ai lati corti, di altezza 230 cm, al centro del campo, sostenuta da due montanti piazzati ad almeno 50 cm di distanza dalle linee esterne di delimitazione; il campo viene altresì diviso in quattro settori uguali da una linea longitudinale parallela ai lati lunghi.
- Per le categorie di "Singolo maschile", la lunghezza è sempre di 24 m e la larghezza di 8 m, rete alta tra i 205 cm e i 215 cm, tesa sulla linea mediana del campo.
- Per le categorie di "Singolo femminile", la lunghezza è di 24 m e la larghezza di 7 m, rete alta tra i 205 cm e i 215 cm, tesa sulla linea mediana del campo.

Tutte le linee di delimitazione del campo devono essere ben visibili e non devono avere larghezza inferiore a 5 cm e superiore a 8 cm. Qualora queste venissero spostate durante un'azione di gioco, dovranno essere riallineate. Se durante l'azione di gioco la linea si rompe il gioco verrà interrotto; se invece la linea viene spostata, sarà competenza dell'arbitro decidere se far ripetere il punto qualora non sia possibile stabilire se la palla è effettivamente buona o meno, oppure assegnare il punto a una squadra, se oggettivamente sicuro del proprio giudizio, prescindendo dalla posizione errata della linea.
Gli attrezzi per lo svolgimento del gioco consistono in una palla da tennis e un tamburello, costituito da un telaio di forma circolare e di diametro massimo di 28 cm dotato di maniglia per l'impugnatura, sul quale viene tesa una membrana industriale o animale; Il peso e la rumorosità del tamburello non sono soggetti a restrizioni ed è ammesso l'uso di tamburelli di dimensioni inferiori; il tamburello, comunque costruito, deve essere omologato dalla Federazione Italiana Palla Tamburello. La palla è quella omologata dalla Federazione Italiana Tennis.

## Svolgimento delle gare
Prima dell'inizio della partita, l'arbitro effettuerà il sorteggio per la scelta del campo o della battuta da parte di una delle due squadre. All'inizio della partita, ogni squadra si disporrà nella propria metà campo. Nelle categorie di "Doppio" ogni membro per squadra alternativamente, procederà alla battuta di servizio per tre punti consecutivi. A differenza del doppio maschile e femminile in cui nei tre punti del turno di battuta di ogni giocatore, a ricevere sarà l'avversario posto nella metà campo opposta a quella del battitore, nel doppio misto il giocatore di sesso maschile dovrà battere sempre sull'avversario dello stesso sesso, stesso dicasi per la giocatrice donna. La battuta deve effettuarsi al di fuori della linea di fondo, dall'interno dei 6 m delimitati dai prolungamenti immaginari delle linee laterale e centrale del campo.
Per ogni battuta sono a disposizione due tiri: sbagliando il primo si ha a disposizione il secondo, sbagliando anch'esso il punto verrà attribuito alla squadra avversaria; nell'azione di battuta, la palla viene considerata in gioco dal momento in cui viene toccata dal tamburello. Qualora il giocatore si avvede di un errato lancio della palla nell'azione di battuta, può riprendere la palla in mano, senza farla cadere a terra e ripetere l'esecuzione della battuta. Nell'azione di battuta non può essere spostata o sollevata la linea di fondo campo da parte del battitore se non dopo che è stata colpita la palla con il tamburello. Una tale infrazione è ritenuta "fallo". In caso di net il tiro si considera non effettuato, qualora la palla ricada nel settore di risposta o venga direttamente colpita dal ricevitore. Se il tiro di battuta è indirizzato nel settore errato del campo avversario, la palla si considera ugualmente in gioco nel caso in cui il ricevitore abbia risposto colpendo la palla con il tamburello. 
Nelle categorie di "Singolo", la battuta deve essere effettuata al di fuori della linea di fondo del proprio campo, dall'interno dell'area delimitata dal prolungamento immaginario delle linee laterali e può essere indirizzata in una qualsiasi parte del campo avversario. Per ogni battuta sono a disposizione due tiri e a turno i due giocatori provvederanno alla battuta per tre punti consecutivi. In caso di net il tiro si considera non effettuato. Una squadra realizza il punto quando riesce a far cadere la palla nel campo avversario, dopo che questa abbia superato la rete dall'interno dei montanti o comunque dalla linea individuata da essi in direzione perpendicolare al terreno di gioco, qualora essi non siano simmetrici, di uguale altezza e/o spessore o comunque non esattamente disposti. Qualora la palla venga indirizzata da una squadra fuori dal campo di gioco, il punto viene assegnato alla squadra avversaria; se tuttavia l'avversario risponde al tiro indirizzato fuori, la palla si considera in gioco. Si commettono falli nelle seguenti occasioni:
- Quando la palla "buona" è toccata con qualsiasi parte del corpo.
- Quando la palla è toccata consecutivamente, sia pure con il tamburello, da entrambi i giocatori della medesima squadra, escluso il caso della "doppia", cioè dall'accidentale doppio tocco della palla sul tamburello o più volte dallo stesso giocatore.
- Quando la palla viene colpita dal tamburello non trattenuto dal giocatore.
- Quando la palla in gioco colpisce i montanti della rete.
- Quando, nell'azione di gioco, un giocatore invade la metà campo avversaria, scontrandosi con l'avversario o impedendogli di rinviare la pallina o anche semplicemente toccare con qualunque parte del corpo o con il tamburello la rete di gioco.

Il colpo si considera nullo:
- Quando la palla si rompe in tutti i casi di gioco.
- Quando si rompe completamente la membrana del tamburello in azione di gioco, tanto da non permettere il rimbalzo della palla.
- Quando l'arbitro interrompe il gioco per qualsiasi motivazione ritenga opportuno.

Durata dell'incontro: Gli incontri si svolgono in tre o cinque set. Qualora durante lo svolgimento del torneo vengano organizzati gironi "all'italiana", è data facoltà alla giuria, sentito il parere del C.T.P., di decidere lo svolgimento delle gare in soli due set. Una squadra si aggiudica il set quando raggiunge quota 12 punti con almeno 2 punti di scarto sull'avversario; in caso contrario, sul punteggio di 12 pari, si continuerà il gioco effettuando la battuta un punto per volta a turno dalle due squadre fin quando una delle due non avrà acquisito il doppio vantaggio. L'incontro si sospende qualora una squadra abbia vinto i primi 2 o 3 set rispettivamente, se la partita si gioca al meglio dei 3 o 5 set.
I giocatori iscritti ai tornei dovranno mantenere, durante lo svolgimento degli stessi, un comportamento sportivo. In caso di atteggiamenti scorretti di una squadra nei riguardi degli avversari, degli arbitri, del comitato organizzatore, del pubblico, ecc. quest'ultima verrà punita come previsto dal regolamento di disciplina.

## Categorie di competizione
Sono stati disputati tornei di diversi tipi:
- Doppio Maschile (Under 14, Under 16, Under 18, Asoluto)
- Doppio Femminile (Under 14, Under 16, Under 18, Assoluto)
- Doppio Misto (Under 14, Under 16, Under 18, Assoluto)
- Singolo Maschile
- Singolo Femminile

## Albo d'Oro
Campionato Italiano a Squadre (Doppio Misto)
- 1996 - Tamburello Ragusa

- 1997 - G.S.T. Ragusa
- 1998 - G.S. Cava d’Aliga (Ragusa)
- 1999 - G.S. Cava d'Aliga (Ragusa)
- 2000 - G.S. Cava d'Aliga (Ragusa)
- 2002 – G.S.T. Ragusa – UISP Scicli (Ragusa)
- 2003 - G.S. Kaukana (Ragusa)
- 2004 – G.S.T. Ragusa – UISP Scicli (Ragusa)
- 2005 - G.S.T. Ragusa – U.I.S.P. Scicli (Ragusa)
- 2006 - Tambeach Kaukana (Ragusa)
- 2007 - Kavadalica Tambeach-UISP Scicli (Ragusa)
- 2008 - ASD Tamburello Ragusa
- 2009 – Non Assegnato
- 2010 – A.S. Roma Palla Tamburello
- 2011 - Tambeach Kaukana (Ragusa)
- 2012 - Tambeach Kaukana (Ragusa)
- 2013 - Tambeach Kaukana (Ragusa)
- 2014 - Tambeach Kaukana (Ragusa)
- 2015 - G.S. Cava d’Aliga (Ragusa)
- 2016 - G.S. Cava d’Aliga (Ragusa)

- 2017 - G.S. Cava d’Aliga (Ragusa)
- 2019 - ASD Tambueo Padova (Veneto) (Doppio Femminile-Sommaggio Roberta e Chiara Dalle Nogare)

Coppa Europa Mediterranea a Squadre (Doppio Misto)
- 2010 – A.S. Roma Palla Tamburello
- 2011 - Tambeach Kaukana (Ragusa)
- 2012 - Ragusa
- 2013 - Germany Tambeach
- 2014 - Non Disputata
- 2015-17 - Non Assegnata
- 2018 - G.S. Cava d’Aliga (Ragusa)
- 2019 - Non Disputata

Coppa Intercontinentale a Squadre (Doppio Misto)
- 2010 – A.S. Roma Palla Tamburello
- 2011 - Tambeach Kaukana (Ragusa)
- 2012 - Ragusa
- 2013 - Germany Tambeach
- 2014 - Brazil United
- 2015-17 - Non Assegnata
- 2018 - G.S. Cava d’Aliga (Ragusa)
- 2019 - Non Disputata

Finali Nazionali Tambeach a Squadre (Doppio Misto) 
- 2021 – Palabeach Catania
- 2022 – Ragusa
- 2023 – Società Tamburello San Marino

Finali Nazionali Tambeach a Squadre (Doppio Maschile) 
- 2021 – Palabeach Catania
- 2022 – Palabeach Catania
- 2023 – Palabeach Catania

Finali Nazionali Tambeach a Squadre (Doppio Femminile) 
- 2021 – Palabeach Catania
- 2022 - ASD Tambueo Padova
- 2023 – Non Assegnato